# Dieter Gieseler
Dieter Gieseler (* 10. Januar 1941 in Münster; † 8. Februar 2008 in Amelunxen) war ein Radsportler aus der Bundesrepublik Deutschland. Er gewann bei den Olympischen Sommerspielen 1960 die Silbermedaille im Zeitfahren.

## Sportliche Laufbahn
Gieseler kam zum Radsport durch seinen Bruder Edi, der seit dem 1. Oktober 1954 Radprofi war und bei den Sechstagerennen antrat. Trainiert wurde Dieter Gieseler von Gustav Kilian. 1960 wurde er deutscher Meister im 1000-Meter-Zeitfahren. Bei den Olympischen Spielen 1960 in Rom fuhr er mit 1:08,75 Minuten im Zeitfahren persönliche Bestzeit. Er gewann die Silbermedaille hinter dem Italiener Sante Gaiardoni, der in 1:07,27 min einen neuen Weltrekord aufstellte. Für den Gewinn dieser Medaille erhielt er am 9. Dezember 1960 das Silberne Lorbeerblatt.
Von 1962 bis 1967 war Gieseler Radprofi, seine besten Platzierungen waren zwei dritte Plätze bei der Deutschen Bahnradmeisterschaft 1965 und 1967. Zudem gewann er zahlreiche Zweier-Mannschaftsfahren gemeinsam mit Gustav „Gussi“ Kilian, dem Sohn des Bundestrainers.
Nach langer Krankheit starb Gieseler am 8. Februar 2008 und wurde in seinem Heimatort Amelunxen beigesetzt.

## Berufliches
Noch in seiner aktiven Zeit hatte er sich, gemeinsam mit seinem Bruder, eine berufliche Zukunft im Obstanbau aufgebaut.